# Drolsum Station
Drolsum Station (Drolsum stasjon eller Drolsum stoppested) er en tidligere jernbanestation på Randsfjordbanen, der ligger i Modum kommune i Norge.
Stationen åbnede som holdeplads 16. november 1903. 1. november 1970 mistede den bemandingen og blev nedgraderet til trinbræt. Den oprindelige stationsbygning fra 1903 blev revet ned og erstattet af en ny i træ tegnet af NSB Arkitektkontor i 1946. Den blev revet ned i 1992, hvorefter passagererne måtte tage til takke med et læskur, indtil betjeningen med persontog ophørte 7. januar 2001. Stationen fremgår dog stadig af Jernbaneverkets stationsoversigt.
Det norske bluegrassband Drolsum Stasjon fra 2010, der er kendt for at synge om fordums tider og kvinder på klingende ringeriksdialekt, er opkaldt efter stationen.